# Adapromine
L'adapromine est un antiviral de la classe des adamantanes, apparenté à l'amantadine, la rimantadine et la mémantine, et distribué en Russie pour la prévention et le traitement de la grippe humaine,,,. C'est un analogue akylé de la rimantadine et présente une activité antivirale semblable à cette dernière mais avec un spectre plus large, et étant efficace à la fois contre le virus de la grippe A et le virus de la grippe B,,. On a observé en Mongolie et en Union soviétique des souches résistantes à l'adapromine, à la rimantadine et à la déitiforine (médicament russe apparenté aux deux précédents) dans les années 1980,.
Des études par électroencéphalographie (EEG) sur des modèles animaux suggèrent que l'adapromine et les molécules apparentées telles que l'amantadine, le bromantane (en) et la mémantine auraient des effets psychoanaleptiques et peut-être antidépresseurs par l'intermédiaire de processus catécholaminergiques,,,. Ces effets psychoanaleptiques diffèrent cependant quantitativement de ceux des psychoanaleptiques conventionnels comme les amphétamines, et les dérivés de l'adamantane ont été décrits comme des « adaptogènes » et des « actoprotecteurs ».